# Banankoro (Sanankoroba)
Pour l’article homonyme, voir Banankoro.
Banankoro est un village de la commune rurale malienne de Sanankoroba dans le cercle de Kati et la région de Koulikoro.

## Géographie
Le quartier de Banankoro est situé sur la route nationale RN 7 au sud de Bamako.

## Infrastructures et services
Lors du recensement de 2009, la localité est desservie par les services suivants. :
- 5 écoles
- 5 formations de santé
- deux pharmacies
- un marché

## Cultes
- Grande mosquée de Banankoro
- Mosquée Zawaya

## Économie
- Brasseries du Mali
- Moulins du Sahel